# Поуп, Лесли
Ле́сли Энн Поуп (англ. Leslie Ann Pope; 2 июня 1954 — 6 мая 2020) — американская художница-декоратор.

## Биография и карьера
Лесли Энн Поуп родилась 2 июня 1954 года в Боулинг-Грине (штат Кентукки, США). У неё был старший брат — кинооператор Билл Поуп (род. 1952).
Поуп наиболее известна по работе над такими фильмами, как «Фаворит» (2003), «Джанго освобождённый» (2012) и «Первый мститель: Другая война» (2014). В 2004 году она была номинирована на «Оскар» за свою работу над фильмом «Фаворит» в категории «Лучшая работа художника-постановщика» совместно с Джиннин Оппуолл. Всего в её фильмографии насчитывается более 50-ти работ, начиная с 1982 года.

## Избранная фильмография
- 1982 — «Ясновидящий» / The Clairvoyant
- 1983 — «Крошка, это ты!» / Baby It’s You
- 1985 — «Год дракона» / Year of the Dragon
- 1985 — «После работы» / After Hours
- 1987 — «Сердце Ангела» / Angel Heart
- 1987 — «Мэтуон» / Matewan
- 1987 — «Чертополох» / Ironweed
- 1988 — «Крокодил Данди 2» / Crocodile Dundee II
- 1989 — «Последний поворот на Бруклин» / Last Exit to Brooklyn
- 1989-1990 — «Дни и ночи Молли Додд» / The Days and Nights of Molly Dodd
- 1990 — «Свадьба Бетси» / Betsy’s Wedding
- 1991 — «Смотритель» / The Super
- 1991 — «Повелитель приливов» / The Prince of Tides
- 1993 — «Рассвет» / Daybreak
- 1993 — «Щепка» / Sliver
- 1993 — «Бешеный пёс и Глория» / Mad Dog and Glory
- 1993 — «Путь Карлито» / Carlito’s Way
- 1994 — «У ковбоев так принято» / The Cowboy Way
- 1996 — «Присяжная» / The Juror
- 1997 — «Донни Браско» / Donnie Brasco
- 1997 — «Вход и выход» / In & Out
- 1998 — «Истинные ценности» / One True Thing
- 1999 — «Жена астронавта» / The Astronaut’s Wife
- 1999 — «Без изъяна» / Flawless
- 2000 — «Семьянин» / The Family Man
- 2002 — «Плохая компания» / Bad Company
- 2002 — «Симона» / Simone
- 2002 — «Поймай меня, если сможешь» / Catch Me If You Can
- 2003 — «Фаворит» / Seabiscuit
- 2004 — «Испанский английский» / Spanglish
- 2006 — «Любовь и другие катастрофы» / Love and Other Disasters
- 2007 — «Человек-паук 3: Враг в отражении» / Spider-Man 3
- 2007 — «Львы для ягнят» / Lions for Lambs
- 2008 — «Семь жизней» / Seven Pounds
- 2009 — «Приколисты» / Funny People
- 2010 — «Побег из Вегаса» / Get Him to the Greek
- 2012 — «Новый Человек-паук» / The Amazing Spider-Man
- 2012 — «Джанго освобождённый» / Django Unchained
- 2012 — «Любовь по-взрослому» / This Is 40
- 2014 — «Первый мститель: Другая война» / Captain America: The Winter Soldier
- 2015 — «Человек-муравей» / Ant-Man
- 2016 — «Охотники за привидениями» / Ghostbusters
- 2018 — «Мстители: Война бесконечности» / Avengers: Infinity War
- 2019 — «Мстители: Финал» / Avengers: Endgame